# Пітер Бернетт
Пітер Хардеман Бернетт (англ. Peter Hardeman Burnett) — американський політик, дипломат і юрист. Перший обраний губернатор Каліфорнії з 20 грудня 1849 по 9 січня 1851. Бернетта обрано губернатором штату майже за рік до того, як Каліфорнія стала 31-м штатом у вересні 1850.
Виріс у родині рабовласників у Міссурі. Після того, як бізнес залишив його по вуха в боргах, Бернетт переїхав на захід. Спочатку, проживаючи в Орегоні, він став верховним суддею Тимчасового уряду Орегона. Займаючись політикою в штаті Орегон, він наполягав на повному вигнанні афроамериканців з його території, сумно прославившись «законом Бернетта про батог» (англ. Burnett's lash law), який дозволяв порку будь-яких вільних чорношкірих, які відмовлялися залишати Орегон; закон визнаний «надмірно суворим» і залишався неприйнятим до того, як виборці скасували його в 1845.
Саме під час перебування в Орегоні Бернетт, традиційний південний протестант, почав ставити під сумнів практику своєї віри, його релігійні погляди дедалі більше зміщувалися у бік католицизму. До 1846 Бернетт і його сім'я повністю перейшли від протестантизму до католицизму.
В 1848 був серед орегонців, які заснували шахтарське місто Орегон-Сіті в окрузі Бьютт в Каліфорнія.
В 1848 переїхав до Каліфорнії в розпал золотої лихоманки, де продовжив займатися політикою і був призначений членом Верховного суду Каліфорнії. На цій посаді розпорядився про видачу Арчі Лі, колишнього раба, який жив у Сакраменто, назад у Міссісіпі. Хоча Бернетт був расистом і поневолив двох людей, він виступав проти закликів зробити Каліфорнію рабовласницьким штатом, натомість виступаючи за вигнання афроамериканців із Каліфорнії.
Як губернатор Бернетт підписав в 1850 так званий Закон про уряд і захист індіанців, який дозволив поневолити корінних жителів Каліфорнії і сприяв їх геноциду. У своїй промові 1851 заявив: «Слід очікувати, що війна на винищення буде вестися між расами до тих пір, поки індіанська раса не зникне». Зусиллям федеральних переговорників, які намагалися зберегти деякі права корінних жителів на їхню споконвічну землю, протистояла адміністрація Бернетта, яка виступала за знищення індіанців Каліфорнії. Крім того, відомий тим, що був одним із перших прихильників вигнання китайських іммігрантів з Каліфорнії, і після свого губернаторства виступав за ухвалення федерального закону про виключення китайців.